# Ghostbusters (2016)
Ghostbusters (Brasil: Caça-Fantasmas / Portugal: Caça-Fantasmas: Sabe quem Chamar) é um filme de comédia estadunidense e um reinício da franquia Os Caça-Fantasmas. Dirigido e co-escrito por Paul Feig, a produção reimagina a série estrelada por quatro mulheres, Melissa McCarthy, Kristen Wiig, Kate McKinnon e Leslie Jones . O filme foi lançado nos Estados Unidos e no Canadá em 15 de julho de 2016.

## Sinopse
Erin Gilbert é uma professora de física na Universidade de Columbia que espera se tornar efetivada. Um dia, é contratada pelo dono de uma mansão que diz ser mal-assombrada baseado em um livro sobre vida após a morte que Erin co-escreveu, mas havia imaginado não existir mais. Indo atrás da co-autora, sua ex-amiga Abby Yates, que continua pesquisando o sobrenatural em outra faculdade com a ajuda da excêntrica Jillian Holtzmann, Erin convence Abby a tirar o livro de circulação, com a condição de ir com ela e Holtzmann até a mansão. Ao investigarem, encontram um fantasma que vomita em Erin antes de fugir do lugar. As três ficam felizes em provarem a existência do sobrenatural, mas o registro da visita acaba por causar a demissão de Erin. Sem opções, acaba tendo que se unir a Abby e Holtzmann, que também são despejadas de sua instituição, para criar um grupo para pesquisar e capturar fantasmas. Montando escritório em cima de um restaurante chinês e contratando o belo mas pouco inteligente Kevin como seu recepcionista, acabam por encontrar um fantasma nos túneis do metrô após serem levadas lá por uma funcionária do lugar, Patty Tolan, que acaba se juntando ao grupo por seu conhecimento histórico de Nova York e a promessa de conseguir um veículo Ecto-1, que acaba por ser um carro fúnebre. Depois de serem contratadas para capturar um fantasma que assombrava um teatro, as Caça-Fantasmas percebem que a atividade sobrenatural está elevada, com grandes riscos para toda a cidade de Nova York.
Sem o conhecimento das Caça-Fantasmas, os fantasmas estão sendo convocados por dispositivos construídos por Rowan North, um ocultista que tenta provocar o apocalipse. Quando Rowan planta outro dispositivo em um show de rock ao vivo, as Caça Fantasmas são chamadas e capturam o fantasma na frente da platéia. Quando o desmascarador sobrenatural Dr. Martin Heiss desafia as Caça-Fantasmas, Erin se enfurece e libera o fantasma como prova, fazendo Heiss ser jogado  pela janela e a aparição escapar. As Caça-Fantasmas são levados ao prefeito Bradley e sua secretária Jennifer Lynch, que revelam que a cidade e o Departamento de Segurança Interna (DHS) estão cientes do problema fantasma de Nova York. Enquanto apoiam, em particular, o trabalho da equipe, o gabinete do prefeito e o DHS as denunciam publicamente como fraudadores.
As Caça-Fantasmas descobrem que Rowan está plantando seus dispositivos ao longo das linhas de ley, que se cruzam no Mercado Hotel na Times Square, um site com uma história de atividade paranormal, e descobrem Rowan construindo um portal para a dimensão fantasma no porão do hotel. Para evitar a captura, Rowan comete suicídio eletrocutando-se, depois que Jillian desativa o portal. Erin descobre uma cópia anotada do livro dela e de Abby entre os pertences de Rowan e percebe que ele se matou para se tornar um fantasma e comandar um exército espiritual. Rowan retorna como um fantasma poderoso, possuindo Abby e depois Kevin. No corpo de Kevin, ele abre o portal e libera centenas de fantasmas. A polícia e o DHS são subjugados, mas as Caça-Fantasmas lutam através do exército de fantasmas para alcançar o portal.
Rowan assume a forma do fantasma do logotipo das Caça-Fantasmas, cresce a uma altura enorme e ataca a cidade. A equipe planeja usar o reator nuclear do Ecto-1 para fechar o portal e retornar os fantasmas à sua própria dimensão. O plano dá certo, mas Rowan arrasta Abby para o portal com ele. Erin pula no portal e a resgata quando Rowan é obliterado. O gabinete do prefeito concorda em financiar secretamente a pesquisa das Caça-Fantasmas, continuando a denunciá-las publicamente como fraudes. Com novo financiamento, as Caça-Fantasmas se mudam para uma instalação melhor, um quartel de bombeiros desativado. Nova York se ilumina com agradecimentos e homenagens as Caça-Fantasmas. Em uma cena pós-créditos, Patty ouve algo incomum em uma gravação e pergunta as amigas: "O que é 'Zuul'?"

## Elenco
- Melissa McCarthy como Abby Yates[3]
- Kristen Wiig como Erin Gilbert[3]
- Kate McKinnon como Jillian Holtzmann[3]
- Leslie Jones como Patty Tolan[3]
- Chris Hemsworth como Kevin Beckman[4]
- Cecily Strong como Jennifer Lynch[5]
- Andy García como Prefeito Bradley[6]
- Neil Casey como Rowan North[7]
- Charles Dance como Harold Filmore
- Michael K. Williams como Agente Hawkins[6]
- Matt Walsh como Agente Rourke[6]
- Charles Dance como Harold Filmore[6]
- Ed Begley Jr. como Ed Mulgrave Jr.[6]
- Steve Higgins como Thomas Shanks[6]
- Michael McDonald como Jonathan[6]
- Karan Soni como Benny[6]
- Zach Woods como Garett[6]
- Dave Allen como Fantasma Eletrocutado[6]

### Aparições Especiais
- Bill Murray como Dr. Martin Heiss[8]
- Dan Aykroyd como Taxista de Nova York[9]
- Sigourney Weaver como Drª. Rebecca Gorin, a Mentora de Holtzmann[10]
- Ernie Hudson como Bill Jenkins, o Tio de Patty[11]
- Annie Potts como Recepcionista do Hotel[12]
- Ivan Reitman como Transeunte
- Ozzy Osbourne como Ele mesmo[13]
- Al Roker como Ele mesmo
- Greg Kelly como Ele mesmo
- Pat Kiernan como Ele mesmo
- Rosanna Scotto como Ela mesma

## Produção

### Desenvolvimento
Em 02 de agosto de 2014, foi relatado que Paul Feig estava em negociações para dirigir um reinício da franquia, com mulheres nos papéis principais. Em 08 de outubro, The Hollywood Reporter anunciou que a roteirista Katie Dippold e o diretor Paul Feig iriam escrever o roteiro. Feig também confirmou que não iria seguir os dois últimos filmes e seria completamente diferente dos filmes originais, e seria um reinício total da franquia com todas as derivações do sexo feminino. Em 15 de janeiro de 2015, Feig revelou que o filme seria filmado e situado em New York.

### Escolha do elenco
No dia 27 de Janeiro de 2015, Paul Feig twittou uma foto com as protagonistas de Ghostbusters, que incluía Kristen Wiig, Melissa McCarthy, Kate McKinnon e Leslie Jones, enquanto algumas fontes disseram que elas ainda estavam em negociações. Em Fevereiro, Feig revelou que ele e a roteirista Dippold haviam escrito um papel fundamental para Cecily Strong e eles queriam ela no filme. Em 8 de Junho, Chris Hemsworth se juntou ao elenco como o recepcionista da equipe, Kevin, um personagem semelhante a Janine Melnitz, interpretada por Annie Potts nos filmes originais. Em 07 de Julho, foi confirmado que Andy García, Michael K. Williams, Matt Walsh e o âncora de notícias Pat Kiernan haviam se juntado ao elenco. No mesmo dia, Neil Casey se juntou ao elenco como o vilão do filme. Em Julho, Dan Aykroyd foi confirmado para uma aparição especial no filme. Em Agosto, Bill Murray e a lenda do heavy metal, Ozzy Osbourne também foram confirmados em participações especiais. Em Setembro, Ernie Hudson, Annie Potts e Sigourney Weaver foram confirmados como aparições especiais no longa.

### Filmagens
As filmagens foram definidas para New York. Uma parte do filme também seria filmada em Boston, Massachusetts. Em março de 2015, confirmou-se que os sets estavam sendo construídos em Boston para começarem a filmar em 18 de junho de 2015, provisoriamente. As filmagens começaram em 18 de junho de 2015, em Boston.

## Lançamento
Columbia Pictures lançaria o filme nos Estados Unidos em 22 de Julho de 2016, para depois antecipar em uma semana, 15 de Julho. Desde seu anúncio, Ghostbusters foi alvo de críticas, sendo rotulado como desnecessário, desrespeitoso, e propaganda feminista. O primeiro trailer, em 2015, é um dos vídeos com mais avaliações negativas da história do YouTube. Paul Feig declarou que se assustou com o ódio encontrado em algumas das respostas ao filme, dizendo que "Eu não queria criar um palanque político. Só estava tentando fazer um filme engraçado sobre fantasmas, fazer as pessoas rir um pouquinho por duas horas."
Após o lançamento, Ghostbusters recebeu críticas mistas pendendo para o positivo, com resenhas considerando uma produção divertida apesar de não se comparar ao original de 1984. O filme faturou US$229 milhões mundialmente, o que foi considerado baixo considerando o alto orçamento e gastos com propaganda.